# Karel Bocek
Karel Bocek, též Karol Bocek (18. dubna 1926 – 2005), byl československý politik Komunistické strany Československa z českých zemí polské národnost a poslanec Sněmovny národů Federálního shromáždění za normalizace.

## Biografie
K roku 1971 a 1976 se profesně uvádí coby dělník, ocelář. Pocházel z obce Návsí. Pracoval v ocelárně III v Třinci.
Ve volbách roku 1971 zasedl do české části Sněmovny národů (volební obvod č. 64 - Třinec, Severomoravský kraj). Mandát obhájil ve volbách roku 1976 (obvod Třinec) a volbách roku 1981. Ve FS setrval do konce funkčního období, tedy do voleb roku 1986.